# Sergio Coterón
Sergio Alfredo Coterón Gonzalo (Madrid, Comunidad de Madrid, España, 23 de julio de 1961) es un exjugador de baloncesto español, que ocupaba la posición de alero.

## Clubes
- Cantera Colegio Santa María del Pilar Madrid.
- Cantera C.N. Canoe.
- Tercera División. C.B. San Lorenzo (San Lorenzo de El Escorial)
- 1984-85 Primera B. CB Guadalajara.
- 1985-86 Primera B. C.N. Canoe.
- 1986-87 Primera B. CB Ourense.
- 1987-88 Primera B. Pamesa Valencia.
- 1988-92 ACB. Pamesa Valencia.
- 1992-94 Primera División. CB Gran Canaria.